# Burak Öksüz
Burak Öksüz (Rize, 25 gennaio 1996) è un calciatore turco, difensore dell'Ümraniyespor.

## Carriera

### Club
Ha iniziato la sua carriera dividendosi tra la terza e la quarta divisione turca; nel 2021 è stato acquistato dall'Hatayspor, formazione della massima serie turca. Il 14 agosto successivo ha debuttato con la squadra nell'incontro pareggiato per 1-1 in casa contro il Kasımpaşa.

### Nazionale
Ha giocato nelle nazionali giovanili turche Under-17, Under-18 ed Under-19.

## Statistiche

### Presenze e reti nei club
Statistiche aggiornate all'8 marzo 2022.
| Stagione                | Squadra                 | Campionato              | Campionato | Campionato | Coppe nazionali | Coppe nazionali | Coppe nazionali | Coppe continentali | Coppe continentali | Coppe continentali | Altre coppe | Altre coppe | Altre coppe | Totale | Totale |
| Stagione                | Squadra                 | Comp                    | Pres       | Reti       | Comp            | Pres            | Reti            | Comp               | Pres               | Reti               | Comp        | Pres        | Reti        | Pres   | Reti   |
| ----------------------- | ----------------------- | ----------------------- | ---------- | ---------- | --------------- | --------------- | --------------- | ------------------ | ------------------ | ------------------ | ----------- | ----------- | ----------- | ------ | ------ |
| 2015-2016               | Ankara Demirspor        | 2L                      | 2          | 0          | CT              | 0               | 0               |                    | -                  | -                  |             | -           | -           | 2      | 0      |
| 2016-2017               | Ankara Demirspor        | 3L                      | 24         | 1          | CT              | 1               | 0               |                    | -                  | -                  |             | -           | -           | 25     | 1      |
| 2017-2018               | Ankara Demirspor        | 3L                      | 27         | 4          | CT              | 3               | 0               |                    | -                  | -                  |             | -           | -           | 30     | 4      |
| Totale Ankara Demirspor | Totale Ankara Demirspor | Totale Ankara Demirspor | 53         | 5          |                 | 4               | 0               |                    | -                  | -                  |             | -           | -           | 57     | 5      |
| 2018-2019               | 24 Erzincanspor         | 3L                      | 28         | 1          | CT              | 1               | 1               |                    | -                  | -                  |             | -           | -           | 29     | 2      |
| 2019-2020               | Ankara Demirspor        | 2L                      | 25         | 3          | CT              | 1               | 0               |                    | -                  | -                  |             | -           | -           | 26     | 3      |
| 2020-2021               | Sakaryaspor             | 2L                      | 37         | 3          | CT              | 0               | 0               |                    | -                  | -                  |             | -           | -           | 37     | 3      |
| 2021-2022               | Hatayspor               | SL                      | 25         | 0          | CT              | 0               | 0               |                    | -                  | -                  |             | -           | -           | 25     | 0      |
| Totale carriera         | Totale carriera         | Totale carriera         | 168        | 12         |                 | 6               | 1               |                    | -                  | -                  |             | -           | -           | 174    | 13     |